# Premio mondiale Cino Del Duca
Il Premio mondiale Cino Del Duca (Prix mondial Cino-Del-Duca) è un riconoscimento attribuito annualmente ad un autore che con il suo lavoro letterario o scientifico ha portato un messaggio di umanesimo moderno.
Istituito nel 1968 da Simone Del Duca, moglie dell'imprenditore e filantropo Cino Del Duca, per onorare la memoria del marito, è assegnato ad autori francesi o stranieri come riconoscimento alla carriera.
Dal 1975 è assegnato dalla "Fondation Simone et Cino del Duca" sotto l'egida dell'Institut de France e riconosce al vincitore un assegno di 200000 euro.

## Albo d'oro
- 1969 : Konrad Lorenz, zoologo  Austria
- 1970 : Jean Anouilh, drammaturgo  Francia
- 1971 : Ignazio Silone, scrittore  Italia
- 1972 : Victor Weisskopf, fisico  Austria  Stati Uniti
- 1973 : Jean Guéhenno, scrittore  Francia
- 1974 : Andrei Sakharov, fisico  Russia
- 1975 : Alejo Carpentier, scrittore  Cuba
- 1976 : Lewis Mumford, storico  Stati Uniti
- 1977 : Germaine Tillion, etnologa  Francia
- 1978 : Léopold Sédar Senghor, poeta  Senegal
- 1979 : Jean Hamburger, chirurgo  Francia
- 1980 : Jorge Luis Borges, scrittore  Argentina
- 1981 : Ernst Jünger, scrittore  Germania
- 1982 : Yaşar Kemal, scrittore  Turchia
- 1983 : Jacques Ruffié, scrittore  Francia
- 1984 : Georges Dumézil, filologo  Francia
- 1985 : William Styron, scrittore  Stati Uniti
- 1986 : Thierry Maulnier, scrittore  Francia
- 1987 : Denis Parsons Burkitt, chirurgo  Regno Unito
- 1988 : Henri Gouhier, filosofo  Francia
- 1989 : Carlos Chagas Filho, fisico  Brasile
- 1990 : Jorge Amado, scrittore  Brasile
- 1991 : Michel Jouvet, neurologo  Francia
- 1992 : Ismail Kadare, scrittore  Albania
- 1993 : Robert Mallet, poeta  Francia
- 1994 : Yves Pouliquen, ricercatore  Francia
- 1995 : Yves Bonnefoy, poeta  Francia
- 1996 : Alain F. Carpentier, chirurgo  Francia
- 1997 : Václav Havel, scrittore  Rep. Ceca
- 1998 : Zhen-yi Wang, ematologo  Cina
- 1999 : Henri Amouroux, storico  Francia
- 2000 : Jean Leclant, egittologo  Francia
- 2001 : Yvon Gattaz, imprenditore  Francia
- 2002 : François Nourissier, scrittore  Francia
- 2003 : Nicole Le Douarin, biologa  Francia
- 2004 : (Nessun premio assegnato)
- 2005 : Pierre Ryckmans, scrittore  Belgio
- 2006 : Jean Clair, scrittore  Francia
- 2007 : Mona Ozouf, scrittrice  Francia
- 2008 : Mario Vargas Llosa, scrittore  Spagna  Perù
- 2009 : Milan Kundera, scrittore  Francia  Rep. Ceca
- 2010 : Patrick Modiano, scrittore  Francia
- 2011 : (Nessun premio assegnato)
- 2012 : Trinh Xuan Thuan, astrofisico  Vietnam
- 2013 : Robert Darnton[7], storico  Stati Uniti
- 2014 : Andreï Makine, scrittore  Francia
- 2015 : Thomas W. Gaehtgens, storico  Germania
- 2016 : Sylvie Germain, scrittrice  Francia
- 2017 : Benedetta Craveri[8], storica  Italia
- 2018 : Philippe Jaccottet, scrittore  Svizzera
- 2019 : Kamel Daoud[9], scrittore Algeria
- 2020 : Joyce Carol Oates[10], scrittrice  Stati Uniti
- 2021 : Maryse Condé[11], scrittrice  Francia
- 2022 : Haruki Murakami[12], scrittore  Giappone
- 2023 : Duong Thu Huong[13], scrittrice  Vietnam
- 2024 : Yasmina Reza[14], scrittrice  Francia
- 2025 : Boualem Sansal[15], scrittore  Algeria